# Afrobittacus melanostigma
Afrobittacus melanostigma är en näbbsländeart som beskrevs av Jason Gilbert Hayden Londt 1994. Afrobittacus melanostigma ingår i släktet Afrobittacus och familjen styltsländor. Inga underarter finns listade i Catalogue of Life.